# Pung (Trommel)

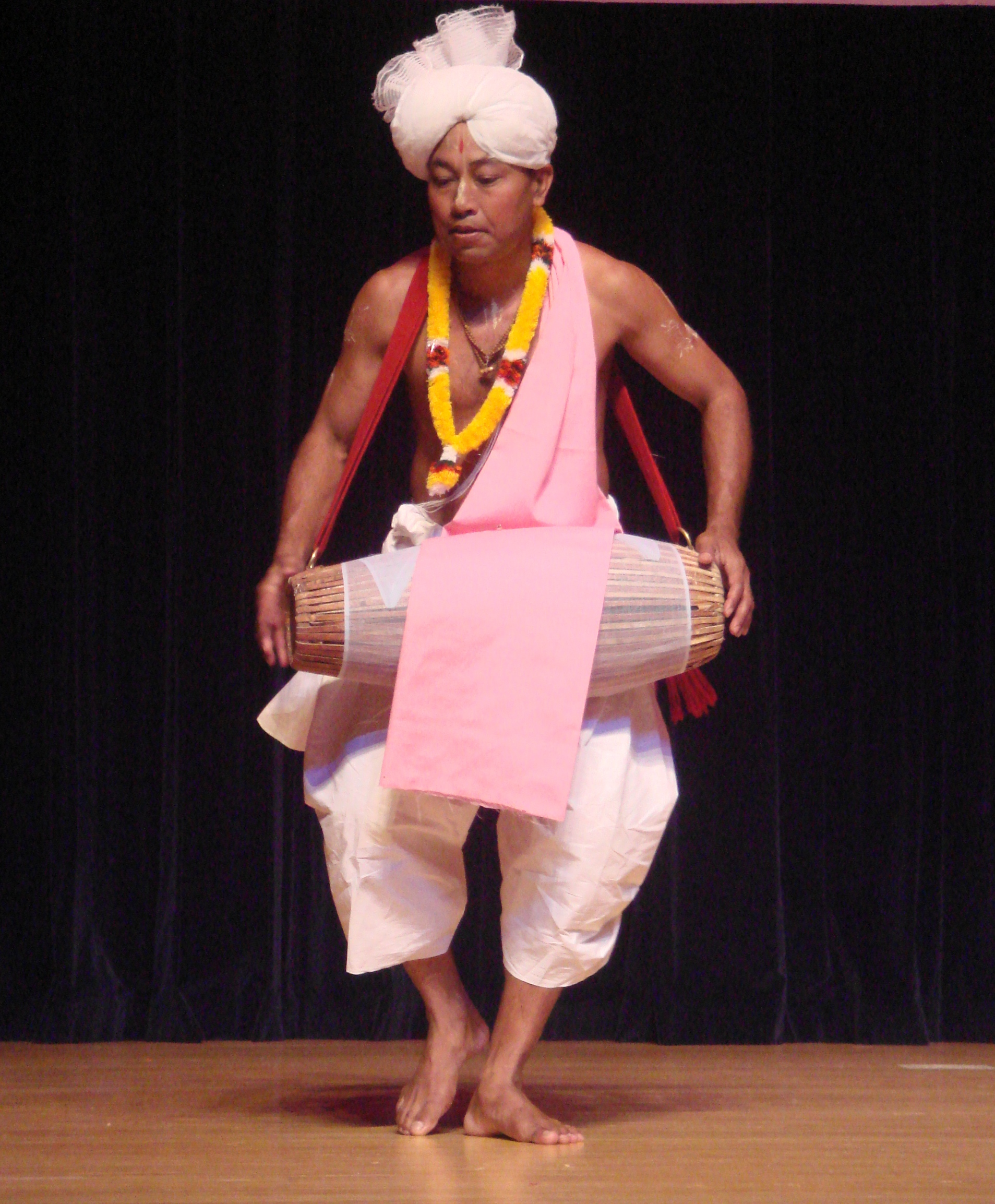
Pung cholom: Tänzer und Trommler

Pung (Meitei, auch manipuri mridang) ist eine zweifellige Doppelkonustrommel, die im nordostindischen Bundesstaat Manipur gespielt wird. Die schlanke, mit der südindischen mridangam verwandte Trommel mit einem hölzernen Korpus genießt in Manipur als nationale Kulturtradition hohe Wertschätzung und wird vor allem im klassischen indischen Tanzstil Manipuri eingesetzt, in dessen Zentrum der expressive Trommeltanz Pung cholom steht.

## Herkunft
Die pung gehört zu einer Gruppe von Doppelkonustrommeln, einer besonderen Form der Röhrentrommeln, die fast nur im indischen Kulturraum vorkommen und in der klassischen und volkstümlichen Musik gespielt werden. Sie stellen einen von etwa zehn indischen Trommeltypen dar, von denen es jeweils unzählige Varianten gibt. Neben der mridangam, von der die pung ihren ehrenden Beinamen erhalten hat, gehören zu dieser Bauform die etwas größere, nordostindische khol mit einem Korpus aus Ton, die vor allem im nordindischen Dhrupad-Stil gespielte pakhawaj, die ähnlich asymmetrisch wie die pakhawaj gebaute nepalesische pashchima und die auf Karnataka begrenzte maddale. Die weit verbreitete dholak ist ebenso flach gewölbt wie die pung.
Die indischen Trommeln haben eine Tradition, die bis in die Zeit des Rigveda zurückreicht, als der Name für eine im Kult verwendete hölzerne Trommel dundubhi lautete. Nach der manipurischen Überlieferung, wie sie in der auf Meetei in der altertümlichen Schrift Meetei Mayek verfassten, offiziellen Chronik der Könige (Cheitharon Kumpapa) festgehalten ist, soll die pung während der Herrschaft von König Khuyoi Tompok eingeführt worden sein, dessen Herrschaft 154 n. Chr. begann. Um eine pung zu machen, habe man zuerst eine Rehwildhaut präpariert, die, nachdem sie getrocknet war, wie ein Rehwild geklungen habe. Die als Nächstes ausgebreitete Haut eines Tigers brachte das Geräusch eines Tigers hervor. Erst als man beim dritten Versuch eine Rinderhaut verwendete, produzierte diese beim Schlagen den typischen Klang einer pung.
In der genannten Chronik bezeichnet das Wort pung sowohl „Trommel“ als auch ein bestimmtes Zeitmaß, das mittels einer Wasseruhr bestimmt wurde. Ein leeres Gefäß mit einem winzigen Loch am Boden wurde in ein größeres Gefäß mit Wasser gesetzt. Die Einheit pung entsprach der Zeitdauer, bis das kleinere Gefäß vollständig im Wasser untergegangen war. Pung ist die Kurzform von punglup luppa, was „vollständiges Eintauchen“ bedeutet.

## Bauform und Spielweise
Der Korpus der pung wird aus einem Stamm von Gmelina arborea (meitei: wang) herausgeschnitzt, einem gelblichen, weichen und leichten Holz, das elastisch ist und nicht reißt. Die Form der pung ist schmal und elegant gewölbt. Im Unterschied zu den übrigen Doppelkonustrommeln besitzen bei der pung beide Membranen etwa denselben Durchmesser und geben folglich Töne in annähernd derselben Höhe von sich. Beide Membranen aus ungegerbter Rinderhaut werden über Ringe gezogen und durch dicht nebeneinander verlaufende parallele Hautstreifen gegenseitig verspannt. Die Trommel hängt an einem breiten Schultergurt um den Hals des Spielers, das größere Fell befindet sich wie auch bei den anderen Doppelkonustrommeln zu seiner Linken. Er schlägt beide Felle mit den Händen.
Die pung steht bei den meisten Tänzen Manipurs im Zentrum des Geschehens. Es gibt Solo-, Doppel- und Gruppentänze, die von beiden Geschlechtern aufgeführt werden. Zum Repertoire des auf der Bühne aufgeführten Manipuri gehören fünf klassische Tanzformen (rasa), in denen es thematisch um die Verehrung von Krishna, seiner Geliebten Radha und den übrigen Gopis (begleitenden Kuhhirtinnen) geht. Die Vorstellung beginnt mit einer Anrufung an die Götter, gespielt auf einer pung, danach folgt eine Szene mit mehreren pung-Spielern und Tänzern (nata sankirtana). Dies bildet den Auftakt für die gesungene Anrufung (sankirtana) und eine Reihe von Liedern (padavali). In den rasas wechseln sich erzählende (nritya) mit rhythmischen (nritta) Abschnitten ab, bei letzteren spielt die Trommel mit der einsaitigen, bundlosen Fiedel pena zusammen, an deren Bambushals eine Kokosnuss als Resonator befestigt ist.
Bei dem nur von Männern aufgeführten tandava und beim ras lila, den auch trainierte Frauen ausführen, spielen die Tänzer zugleich pung. Die Tänze sind rhythmusbetont, als Melodieinstrumente können eine Flöte, ein Schneckenhorn, eine Naturtrompete und als Saiteninstrumente neben der genannten pena die bengalische Streichlaute esraj und als Borduninstrument eine tanpura hinzukommen. Die wichtigsten Talas (rhythmische Strukturen) sind tamchep mit vier Schlägen (matras), menkup mit sechs und rajniel mit sieben Schlägen.
Am bekanntesten ist der pung cholom. Die männlichen Tänzer führen auf der Bühne und bei Jahresfesten auf den Straßen mit ihrer um den Hals hängenden pung schnelle Tanzbewegungen aus, die kraftvoll und elegant wirken, wobei sie akrobatische Sprünge einbauen. Ein besonderes Spektakel bieten die zu Holi (Frühlingsfest) am Govindji, dem Krishna geweihten Haupttempel von Imphal veranstalteten Aufführungen. Ein ähnlicher Tanz, bei dem anstelle der Trommeln Zimbeln (khartal) mit langen roten Quasten verwendet werden, heißt khartal cholom oder pala cholom.